# Monoxyde de diiode
Le monoxyde de diiode, aussi connu sous le nom d'iodohypoiodite, est un composé inorganique de formule I2O, oxyde d'iode instable.
C'est l'anhydride de l'acide hypoiodeux.

## Utilisation
Le monoxyde de diiode réagit avec l'eau pour former de l'acide hypoiodeux : {\displaystyle {\ce {I2O + H2O -> 2 HIO.}}}